# CEV Challenge Cup 2010–2011 (damer)
CEV Challenge Cup 2010/2011 var den 31:a upplagan av tävlingen, som är den tredje högst rankade klubbtävlingen i volleyboll för klubbar i Eurupa. Turneringen genomfördes mellan 9 oktober 2010 och 2 april 2011. I turneringen deltog 52 klubblag. Azärreyl QVK vann turneringen för första gången genom att besegra Lokomotiv Baku i finalen.

## Deltagande lag
| - TVC Amstelveen - CS Știința Bacău - Azärreyl QVK - İqtisadçı VK - Lokomotiv Baku - ŽOK Galeb - OK Vizura - Bratislavský VK - VK Slávia EU Bratislava - VK Královo Pole - KS Pałac Bydgoszcz - Charleroi Volley - CSM Universitatea Craiova | - VK Uralochka-NTMK - Engelholms VS - Évreux VB - Anorthosis Famagusta - VDK Gent - OK Kula Gradačac - TSV Hartberg - Asterix Kieldrecht - ATSC Klagenfurt - AEL Limassol - Apollon Limassol - ASKÖ Linz-Steg - OK Branik | - AO Markópoulo - VK Minsk - Kommunalnik Mogilev - VK Chimik - OK Tent - VK Omitjka - Club 15-15 - ŽOK Dinamo Pančevo 1973 - Hibernians VC - Sm'Aesch Pfeffingen - Olympiakos SFP - VK Maritsa - Clube Kairós | - ŽOK Rijeka - GS Iraklis - LP Viesti Salo - Schweriner SC - VC Kanti - VC OMS SH Senica - Sliedrecht Sport - VK CSKA Sofia - UiS Stavanger - KS Dinamo Tirana - VC Weert - 1. VC Wiesbaden - HAOK Mladost |

KS Pałac Bydgoszcz drog sig ur tävlingen av ekonomiska skäl.

## Första omgången

### Match 1
| 10 oktober 2010 Inter Hala Pasienky, Bratislava Speltid: 1h:07 - Åskådare: 300       | VK Doprastav Bratislava | 3 - 0 | UiS Stavanger    | 25-20, 25-16, 25-20               |
| 9 oktober 2010 Sportska dvorana Topolica, Bar Speltid: 1h:43 - Åskådare: 200         | ŽOK Galeb               | 2 - 3 | VC OMS SH Senica | 25-18, 25-20, 16-25, 16-25, 11-15 |
| 16 oktober 2010 Sarhadchi Sport Olympic Center, Baku Speltid: 1h:05 - Åskådare: 1000 | OK Kula Gradačac        | 0 - 3 | İqtisadçı VK     | 16-25, 19-25, 8-25                |
| 9 oktober 2010 Sportna zala Orlovec, Gabrovo Speltid: 1h:48 - Åskådare: 300          | VK Maritsa              | 1 - 3 | Apollon Limassol | 25-22, 21-25, 23-25, 23-25        |
| 10 oktober 2010 Corradino Sports Pavilion, Paola Speltid: 0h:54 - Åskådare: 200      | Hibernians VC           | 0 - 3 | Azärreyl QVK     | 7-25, 6-25, 10-25                 |

### Match 2
| 16 oktober 2010 Klepphallen, Klepp Speltid: 1h:31 - Åskådare: 300                    | UiS Stavanger    | 1 - 3 | VK Doprastav Bratislava | 20-25, 17-25, 25-23, 18-25 |
| 10 oktober 2010 Sportska dvorana Topolica, Bar Speltid: 1h:11 - Åskådare: 200        | VC OMS SH Senica | 3 - 0 | ŽOK Galeb               | 25-17, 27-25, 25-18        |
| 17 oktober 2010 Sarhadchi Sport Olympic Center, Baku Speltid: 1h:03 - Åskådare: 2000 | İqtisadçı VK     | 3 - 0 | OK Kula Gradačac        | 25-19, 25-15, 25-12        |
| 17 oktober 2010 Apollon Hall, Limassol Speltid: ? - Åskådare: 500                    | Apollon Limassol | 3 - 1 | VK Maritsa              | 25-22, 25-19, 26-28, 25-22 |
| 17 oktober 2010 Sarhadchi Sport Olympic Center, Baku Speltid: 0h:53 - Åskådare: 1000 | Azärreyl QVK     | 3 - 0 | Hibernians VC           | 25-9, 25-14, 25-12         |

### Kvalificerade lag
- Azärreyl QVK
- İqtisadçı VK
- VK Doprastav Bratislava
- Apollon Limassol
- VC OMS SH Senica

## Andra omgången

### Match 1
| 8 december 2010 Sporthal de Stoep, Sliedrecht Speltid: 1h:06 - Åskådare: 1128        | Sliedrecht Sport        | 3 - 0 | TSV Hartberg              | 25-16, 25-13, 25-16               |
| 8 december 2010 Palma Arena, Palma de Maiorca Speltid: 1h:15 - Åskådare: 250         | Club 15-15              | 3 - 0 | Sm'Aesch Pfeffingen       | 26-24, 25-19, 25-20               |
| 9 december 2010 Dvorana Mladost, Rijeka Speltid: 1h:21 - Åskådare: 400               | ŽOK Rijeka              | 0 - 3 | Schweriner SC             | 21-25, 23-25, 21-25               |
| 8 december 2010 Rönnehallen, Ängelholm Speltid: 1h:38 - Åskådare: 275                | Engelholms VS           | 1 - 3 | OK Branik                 | 17-25, 25-16, 17-25, 27-29        |
| 9 december 2010 Inter Hala Pasienky, Bratislava Speltid: 1h:11 - Åskådare: 200       | VK Doprastav Bratislava | 0 - 3 | Évreux VB                 | 17-25, 16-25, 23-25               |
| 7 december 2010 Bernard Pignon Couvidome, Couvin Speltid: 1h:03 - Åskådare: 150      | Charleroi Volley        | 3 - 0 | Clube Kairós              | 25-15, 25-19, 25-12               |
| 7 december 2012 LTV AEL, Limassol Speltid: 1h:49 - Åskådare: 0                       | AEL Limassol            | 2 - 3 | VK CSKA Sofia             | 26-24, 25-20, 15-25, 16-25, 12-15 |
| 8 december 2010 Schweizersbild, Sciaffusa Speltid: 1h:29 - Åskådare: 620             | VC Kanti                | 3 - 1 | VC OMS SH Senica          | 20-25, 25-17, 25-17, 25-15        |
| 8 december 2010 Sarhadchi Sport Olympic Center, Baku Speltid: 0h:56 - Åskådare: 2000 | İqtisadçı VK            | 3 - 0 | ATSC Klagenfurt           | 25-10, 25-4, 25-11                |
| 9 december 2010 Emergohal, Amstelveen Speltid: 1h:54 - Åskådare: 5000                | TVC Amstelveen          | 2 - 3 | VDK Gent                  | 27-29, 25-20, 16-25, 25-19, 5-15  |
| 8 december 2010 Municipal S. C. Evosmos, Thessaloniki Speltid: 1h:10 - Åskådare: 300 | GS Iraklis              | 0 - 3 | 1. VC Wiesbaden           | 16-25, 14-25, 21-25               |
| 7 december 2010 FSK Olymp, Juzjne Speltid: 1h:11 - Åskådare: 1100                    | VK Chimik               | 3 - 0 | Kommunalnik Mogilev       | 25-19, 25-19, 25-21               |
| 9 december 2010 A. C. C. 'V. Blinov, Omsk Speltid: 1h:54 - Åskådare: 2800            | VK Omitjka              | 3 - 2 | Lokomotiv Baku            | 25-22, 20-25, 20-25, 25-21, 15-10 |
| 7 december 2010 Apollon Hall, Limassol Speltid: 1h:53 - Åskådare: 400                | Apollon Limassol        | 3 - 2 | ŽOK Dinamo Pančevo 1973   | 25-27, 23-25, 25-18, 25-18, 15-5  |
| 8 december 2010 Športová hala Mladosť, Bratislava Speltid: 1h:38 - Åskådare: 250     | VK Slávia EU Bratislava | 3 - 1 | CSM Universitatea Craiova | 25-23, 17-25, 25-19, 25-16        |
| 9 december 2010 Sarhadchi Sport Olympic Center, Baku Speltid: 1h:03 - Åskådare: 1200 | Azärreyl QVK            | 3 - 0 | AO Markópoulo             | 25-20, 25-11, 25-14               |

### Match 2
| 15 december 2010 Bundesschulzentrum, Hartberg Speltid: 1h:08 - Åskådare: 500            | TSV Hartberg              | 0 - 3 | Sliedrecht Sport        | 18-25, 13-25, 16-25                         |
| 15 december 2010 MZH Löhrenacker, Aesch Speltid: 1h:24 - Åskådare: 800                  | Sm'Aesch Pfeffingen       | 3 - 0 | Club 15-15              | 25-18, 25-19, 25-22 Golden set: 8-15        |
| 16 december 2010 Sport- und Kongresshalle, Schwerin Speltid: 1h:18 - Åskådare: ?        | Schweriner SC             | 3 - 0 | ŽOK Rijeka              | 26-24, 25-20, 25-14                         |
| 15 december 2010 Sportna Dvorana Ljudski Vrt, Maribor Speltid: 1h:42 - Åskådare: 350    | OK Branik                 | 3 - 1 | Engelholms VS           | 27-25, 25-15, 22-25, 25-13                  |
| 15 december 2010 Salle Jean Fourre, Évreux Speltid: 1h:11 - Åskådare: 1720              | Évreux VB                 | 3 - 0 | VK Doprastav Bratislava | 25-17, 25-23, 25-16                         |
| 14 december 2010 C. D. das Laranjeiras, Ponta Delgada Speltid: 1h:37 - Åskådare: 150    | Clube Kairós              | 1 - 3 | Charleroi Volley        | 11-25, 25-18, 20-25, 17-25                  |
| 14 december 2010 Hristo Botev Hall, Sofia Speltid: 1h:16 - Åskådare: ?                  | VK CSKA Sofia             | 3 - 0 | AEL Limassol            | 25-23, 25-19, 25-23                         |
| 15 december 2010 City Hall, Senica Speltid: 1h:45 - Åskådare: 250                       | VC OMS SH Senica          | 1 - 3 | VC Kanti                | 25-27, 26-24, 12-25, 25-27                  |
| 15 december 2010 Sporthalle Lerchenfeld, Klagenfurt Speltid: 1h:00 - Åskådare: 250      | ATSC Klagenfurt           | 0 - 3 | İqtisadçı VK            | 9-25, 19-25, 22-25                          |
| 15 december 2010 Bourgoyen, Gent Speltid: 1h:49 - Åskådare: 480                         | VDK Gent                  | 3 - 1 | VV Martinus             | 22-25, 25-22, 25-20, 25-23                  |
| 15 december 2010 Rhein Main Halle, Wiesbaden Speltid: 1h:24 - Åskådare: 2030            | 1. VC Wiesbaden           | 3 - 0 | GS Iraklis              | 26-24, 25-17, 25-15                         |
| 15 december 2010 Sportivnyj Kompleks Olimpiets, Mahiljoŭ Speltid: 1h:42 - Åskådare: 500 | Kommunalnik Mogilev       | 3 - 1 | VK Chimik               | 19-25, 25-22, 25-22, 25-14 Golden set: 9-15 |
| 14 december 2010 Sports Games Palace, Baku Speltid: 1h:45 - Åskådare: 2500              | Lokomotiv Baku            | 3 - 0 | VK Omitjka              | 25-16, 25-23, 26-24 Golden set: 16-14       |
| 14 december 2010 Hala sportova Strelište, Pančevo Speltid: 1h:42 - Åskådare: 300        | ŽOK Dinamo Pančevo 1973   | 2 - 3 | Apollon Limassol        | 17-25, 25-15, 25-20, 22-25, 9-15            |
| 15 december 2010 Sala Polivalenta, Drobeta-Turnu Severin Speltid: 1h:32 - Åskådare: 280 | CSM Universitatea Craiova | 3 - 0 | VK Slávia EU Bratislava | 26-24, 25-18, 25-21 Golden set: 8-15        |
| 15 december 2010 Municipality Stadium, Markópoulo Speltid: 1h:06 - Åskådare: 200        | AO Markópoulo             | 0 - 3 | Azärreyl QVK            | 12-25, 20-25, 15-25                         |

### Kvalificerade lag
| - Azärreyl QVK - İqtisadçı VK - Lokomotiv Baku - VK Slávia EU Bratislava - Charleroi Volley - Évreux VB - VDK Gent - VK Chimik | - Apollon Limassol - OK Branik - Club 15-15 - VC Kanti - Schweriner SC - Sliedrecht Sport - VK CSKA Sofia - 1. VC Wiesbaden |

## Sextondelsfinaler

### Match 1
| 5 januari 2011 Sala Sporturilor, Bacău Speltid: 1h:07 - Åskådare: 350                | CS Știința Bacău     | 3 - 0 | Évreux VB               | 25-18, 25-18, 25-12              |
| 12 januari 2011 Sarhadchi Sport Olympic Center, Baku Speltid: 1h:01 - Åskådare: 800  | OK Tent              | 0 - 3 | İqtisadçı VK            | 15-25, 15-25, 15-25              |
| 6 januari 2011 Mestska Hala Vodova, Brno Speltid: 1h:03 - Åskådare: 300              | VK Královo Pole      | 3 - 0 | VK CSKA Sofia           | 25-16, 25-19, 25-13              |
| 5 januari 2011 Palace of Sports, Minsk Speltid: 1h:14 - Åskådare: 300                | VK Minsk             | 0 - 3 | Charleroi Volley        | 24-26, 15-25, 23-25              |
| 4 januari 2011 Europagymnasium Auhof, Linz Speltid: 1h:03 - Åskådare: 300            | ASKÖ Linz-Steg       | 0 - 3 | Lokomotiv Baku          | 15-25, 11-25, 18-25              |
| Matchen genomfördes inte då KS Pałac Bydgoszcz drog sig ur                           | KS Pałac Bydgoszcz   | 0 - 3 | Apollon Limassol        | 0-25, 0-25, 0-25                 |
| 5 januari 2011 Sportski centar Vizura, Belgrad Speltid: 1h:56 - Åskådare: 500        | OK Vizura            | 3 - 2 | VDK Gent                | 27-29, 25-17, 26-24, 22-25, 15-9 |
| 4 januari 2011 Anorthosis Famagusta S. C., Limassol Speltid: 1h:16 - Åskådare: 450   | Anorthosis Famagusta | 0 - 3 | VC Kanti                | 21-25, 16-25, 28-30              |
| 5 januari 2011 Salohalli, Salo Speltid: 1h:21 - Åskådare: 710                        | LP Viesti Salo       | 3 - 0 | Sliedrecht Sport        | 25-15, 25-23, 27-25              |
| 6 januari 2011 Sporthal Aan De Bron, Weert Speltid: 1h:18 - Åskådare: 300            | VC Weert             | 3 - 0 | VK Chimik               | 25-23, 25-22, 25-20              |
| 12 januari 2011 Sarhadchi Sport Olympic Center, Baku Speltid: 0h:54 - Åskådare: 1600 | Olympiakos SFP       | 0 - 3 | Azärreyl QVK            | 7-25, 15-25, 13-25               |
| 6 januari 2011 Asllan Rusi, Tirana Speltid: 1h:11 - Åskådare: 450                    | KS Dinamo Tirana     | 0 - 3 | VK Slávia EU Bratislava | 20-25, 22-25, 17-25              |
| 6 januari 2011 Dom odbojke Bojan Stranić, Zagreb Speltid: 1h:39 - Åskådare: 300      | HAOK Mladost         | 2 - 3 | Club 15-15              | 25-20, 25-19, 12-25, 19-25, 7-25 |
| 6 januari 2011 Hall De Meerminnen, Beveren Speltid: 1h:43 - Åskådare: 350            | Asterix Kieldrecht   | 3 - 1 | 1. VC Wiesbaden         | 19-25, 25-17, 25-18, 26-24       |
| 6 januari 2011 DIVS Uralochka, Ekaterinburg Speltid: 0h:53 - Åskådare: 850           | VK Uralochka-NTMK    | 3 - 0 | OK Branik               | 25-15, 25-14, 25-8               |

### Match 2
| 12 januari 2011 Salle Jean Fourre, Évreux Speltid: 1h:16 - Åskådare: 950             | Évreux VB               | 0 - 3 | CS Știința Bacău     | 23-25, 21-25, 14-25                                 |
| 13 januari 2011 Sarhadchi Sport Olympic Center, Baku Speltid: 1h:05 - Åskådare: 800  | İqtisadçı VK            | 3 - 0 | OK Tent              | 25-22, 25-16, 25-14                                 |
| 11 januari 2011 Hristo Botev Hall, Sofia Speltid: 1h:54 - Åskådare: 350              | VK CSKA Sofia           | 2 - 3 | VK Královo Pole      | 25-19, 22-25, 14-25, 25-23, 12-15                   |
| 12 januari 2011 Bernard Pignon Couvidome, Couvin Speltid: 1h:47 - Åskådare: 200      | Charleroi Volley        | 3 - 1 | VK Minsk             | 25-21, 25-23, 17-25, 25-23                          |
| 12 januari 2011 Sarhadchi Sport Olympic Center, Baku Speltid: 1h:02 - Åskådare: 2600 | Lokomotiv Baku          | 3 - 0 | ASKÖ Linz-Steg       | 25-8, 25-9, 25-12                                   |
| Matchen genomfördes inte då KS Pałac Bydgoszcz drog sig ur                           | Apollon Limassol        | 3 - 0 | KS Pałac Bydgoszcz   | 25-0, 25-0, 25-0                                    |
| 12 januari 2011 Bourgoyen, Gent Speltid: 1h:26 - Åskådare: 650                       | VDK Gent                | 3 - 0 | OK Vizura            | 25-17, 26-24, 25-15 Golden set: 15-11               |
| 12 januari 2011 Schweizersbild, Sciaffusa Speltid: 1h:09 - Åskådare: 558             | VC Kanti                | 3 - 0 | Anorthosis Famagusta | 25-17, 25-22, 25-12                                 |
| 12 januari 2011 Sporthal de Stoep, Sliedrecht Speltid: 1h:44 - Åskådare: 1150        | Sliedrecht Sport        | 3 - 1 | LP Viesti Salo       | 25-23, 25-22, 11-25, 25-11 Golden set: 9-15         |
| 11 januari 2011 FSK Olymp, Juzjne Speltid: 1h:56 - Åskådare: 1000                    | VK Chimik               | 3 - 2 | VC Weert             | 25-22, 22-25, 25-13, 20-25, 15-11 Golden set: 15-10 |
| 13 januari 2011 Sarhadchi Sport Olympic Center, Baku Speltid: 1h:00 - Åskådare: 1500 | Azärreyl QVK            | 3 - 0 | Olympiakos SFP       | 25-14, 25-11, 25-20                                 |
| 11 januari 2011 Športová hala Mladosť, Bratislava Speltid: 1h:37 - Åskådare: 400     | VK Slávia EU Bratislava | 3 - 1 | KS Dinamo Tirana     | 25-20, 19-25, 25-18, 26-24                          |
| 12 januari 2011 Palma Arena, Palma de Maiorca Speltid: 1h:05 - Åskådare: 100         | Club 15-15              | 3 - 0 | HAOK Mladost         | 25-20, 25-19, 25-15                                 |
| 12 januari 2011 Halle am 2. Ring, Wiesbaden Speltid: 1h:50 - Åskådare: 1100          | 1. VC Wiesbaden         | 1 - 3 | Asterix Kieldrecht   | 20-25, 24-26, 25-14, 20-25                          |
| 12 januari 2011 Sportna Dvorana Ljudski Vrt, Maribor Speltid: 1h:36 - Åskådare: 400  | OK Branik               | 1 - 3 | VK Uralochka-NTMK    | 25-23, 21-25, 15-25, 21-25                          |

### Kvalificerade lag
| - CS Știința Bacău - Azärreyl QVK - İqtisadçı VK - Lokomotiv Baku - VK Slávia EU Bratislava - VK Královo Pole - Charleroi Volley - VK Uralochka-NTMK | - VDK Gent - Asterix Kieldrecht - VK Chimik - Apollon Limassol - Club 15-15 - LP Viesti Salo - Schweriner SC - VC Kanti |

## Åttondelsfinaler

### Match 1
| 2 februari 2011 Sala Sporturilor, Bacău Speltid: 1h:11 - Åskådare: 545                | CS Știința Bacău        | 0 - 3 | İqtisadçı VK      | 22-25, 23-25, 17-25               |
| 1º februari 2011 Mestska Hala Vodova, Brno Speltid: 1h:47 - Åskådare: 420             | VK Královo Pole         | 1 - 3 | Charleroi Volley  | 25-27, 13-25, 25-22, 22-25        |
| 1º februari 2011 Sarhadchi Sport Olympic Center, Baku Speltid: 1h:11 - Åskådare: 2500 | Lokomotiv Baku          | 3 - 0 | Apollon Limassol  | 25-19, 25-15, 25-18               |
| 2 februari 2011 Bourgoyen, Gent Speltid: 1h:19 - Åskådare: 800                        | VDK Gent                | 0 - 3 | Schweriner SC     | 21-25, 22-25, 17-25               |
| 2 februari 2011 Schweizersbild, Sciaffusa Speltid: 1h:25 - Åskådare: 537              | VC Kanti                | 3 - 0 | LP Viesti Salo    | 25-23, 25-17, 25-22               |
| 1º februari 2011 FSK Olymp, Juzjne Speltid: 1h:01 - Åskådare: 1800                    | VK Chimik               | 0 - 3 | Azärreyl QVK      | 14-25, 18-25, 13-25               |
| 1º februari 2011 Športová hala Mladosť, Bratislava Speltid: 1h:56 - Åskådare: 300     | VK Slávia EU Bratislava | 3 - 2 | Club 15-15        | 26-24, 23-25, 25-23, 15-25, 19-17 |
| 3 februari 2011 Hall De Meerminnen, Beveren Speltid: 1h:38 - Åskådare: 500            | Asterix Kieldrecht      | 3 - 2 | VK Uralochka-NTMK | 22-25, 20-25, 25-21, 25-22, 15-7  |

### Match 2
| 8 februari 2011 Sarhadchi Sport Olympic Center, Baku Speltid: 1h:28 - Åskådare: 1000 | İqtisadçı VK      | 3 - 1 | CS Știința Bacău        | 25-17, 26-24, 23-25, 25-10                        |
| 8 februari 2011 Bernard Pignon Couvidome, Couvin Speltid: 2h:02 - Åskådare: 450      | Charleroi Volley  | 2 - 3 | VK Královo Pole         | 25-17, 21-25, 11-25, 25-18, 9-15 Golden set: 9-15 |
| 8 februari 2011 Apollon Hall, Limassol Speltid: 1h:07 - Åskådare: 400                | Apollon Limassol  | 0 - 3 | Lokomotiv Baku          | 19-25, 23-25, 19-25                               |
| 9 februari 2011 Arena Schwerin, Schwerin Speltid: 1h:43 - Åskådare: 1428             | Schweriner SC     | 3 - 1 | VDK Gent                | 25-18, 23-25, 25-22, 25-22                        |
| 10 februari 2011 Salohalli, Salo Speltid: 1h:17 - Åskådare: 724                      | LP Viesti Salo    | 3 - 0 | VC Kanti                | 25-16, 25-10, 25-12 Golden set: 15-8              |
| 8 februari 2011 Sarhadchi Sport Olympic Center, Baku Speltid: 1h:04 - Åskådare: 1200 | Azärreyl QVK      | 3 - 0 | VK Chimik               | 25-15, 25-14, 25-18                               |
| 9 februari 2011 Palma Arena, Palma de Maiorca Speltid: 1h:19 - Åskådare: 300         | Club 15-15        | 3 - 0 | VK Slávia EU Bratislava | 25-20, 25-18, 25-22                               |
| 9 februari 2011 DIVS Uralochka, Ekaterinburg Speltid: 1h:07 - Åskådare: 1504         | VK Uralochka-NTMK | 3 - 0 | Asterix Kieldrecht      | 25-19, 25-7, 25-12 Golden set: 15-11              |

### Kvalificerade lag
| - Azärreyl QVK - İqtisadçı VK - Lokomotiv Baku - VK Královo Pole - VK Uralochka-NTMK - Club 15-15 - LP Viesti Salo - Schweriner SC |

## Kvartsfinaler

### Match 1
| 23 februari 2011 Sarhadchi Sport Olympic Center, Baku Speltid: 1h:06 - Åskådare: 2500 | İqtisadçı VK   | 3 - 0 | VK Královo Pole   | 25-20, 25-19, 25-17              |
| 22 februari 2011 Sarhadchi Sport Olympic Center, Baku Speltid: 1h:17 - Åskådare: 2600 | Lokomotiv Baku | 3 - 0 | Schweriner SC     | 25-23, 25-19, 25-16              |
| 23 februari 2011 Salohalli, Salo Speltid: 1h:49 - Åskådare: 1550                      | LP Viesti Salo | 2 - 3 | Azärreyl QVK      | 25-19, 15-25, 26-24, 14-25, 9-15 |
| 23 februari 2011 Palma Arena, Palma de Maiorca Speltid: 1h:10 - Åskådare: 100         | Club 15-15     | 0 - 3 | VK Uralochka-NTMK | 16-25, 22-25, 20-25              |

### Match 2
| 2 mars 2011 Mestska Hala Vodova, Brno Speltid: 1h:43 - Åskådare: 2000            | VK Královo Pole   | 2 - 3 | İqtisadçı VK   | 25-23, 25-19, 14-25, 22-25, 10-25 |
| 1º mars 2011 Arena Schwerin, Schwerin Speltid: 2h:06 - Åskådare: 1780            | Schweriner SC     | 2 - 3 | Lokomotiv Baku | 25-17, 23-25, 25-16, 23-25, 14-16 |
| 2 mars 2011 Sarhadchi Sport Olympic Center, Baku Speltid: 1h:13 - Åskådare: 2400 | Azärreyl QVK      | 3 - 0 | LP Viesti Salo | 25-20, 25-20, 25-16               |
| 2 mars 2011 Metallurg Forum, Nizjnij Tagil Speltid: 0h:52 - Åskådare: 1450       | VK Uralochka-NTMK | 3 - 0 | Club 15-15     | 25-17, 25-6, 25-14                |

### Kvalificerade lag
| - Azärreyl QVK - İqtisadçı VK - Lokomotiv Baku - VK Uralochka-NTMK |

## Semifinaler

### Match 1
| 16 mars 2011 Sarhadchi Sport Olympic Center, Baku Speltid: 1h:21 - Åskådare: 3500 | İqtisadçı VK | 0 - 3 | Lokomotiv Baku    | 21-25, 20-25, 26-28               |
| 15 mars 2011 Sarhadchi Sport Olympic Center, Baku Speltid: 2h:04 - Åskådare: 2150 | Azärreyl QVK | 3 - 2 | VK Uralochka-NTMK | 25-22, 22-25, 25-21, 29-31, 15-13 |

### Match 2
| 20 mars 2011 Sarhadchi Sport Olympic Center, Baku Speltid: 2h:15 - Åskådare: 2500 | Lokomotiv Baku    | 2 - 3 | İqtisadçı VK | 25-23, 20-25, 22-25, 25-14, 8-15 Golden set: 15-13 |
| 19 mars 2011 Metallurg Forum, Nizjnij Tagil Speltid: 1h:30 - Åskådare: 2000       | VK Uralochka-NTMK | 1 - 3 | Azärreyl QVK | 15-25, 21-25, 25-23, 19-25                         |

### Kvalificerade lag
| - Azärreyl QVK - Lokomotiv Baku |

## Final

### Match 1
| 29 mars 2011 Sarhadchi Sport Olympic Center, Baku Speltid: 1h:48 - Åskådare: 2 600 | Lokomotiv Baku | 1 - 3 | Azärreyl QVK | 25-23, 20-25, 16-25, 22-25 |

### Match 2
| 2 april 2011 Sarhadchi Sport Olympic Center, Baku Speltid: 1h:49 - Åskådare: 2 600 | Azärreyl QVK | 3 - 1 | Lokomotiv Baku | 30-28, 22-25, 25-13, 25-17 |

### Mästare
- Azärreyl QVK